# Алексієвич Ілля Леонідович
Ілля Леонідович Алексієвич (біл. Ілля Леанідавіч Алексіевіч, рос. Илья Леонидович Алексиевич, нар. 10 лютого 1991, Жодино) — білоруський футболіст, півзахисник клубу «Торпедо-БелАЗ» і національної збірної Білорусі.

## Клубна кар'єра
Народився 10 лютого 1991 року в місті Жодино. Вихованець футбольної школи клубу «Торпедо» (Жодіно). Перший тренер — Сергій Михайлович Василевський.
Дорослу футбольну кар'єру розпочав 2008 року в основній команді того ж клубу, в якій провів два сезони, взявши участь у 17 матчах чемпіонату.
До складу клубу «Гомель» приєднався 2011 року, з яким виграв національний кубок та суперкубок. Включався БФФ в список 22 найкращих футболістів чемпіонату Білорусі 2012 року. Всього встиг відіграти за команду з Гомеля 56 матчів в національному чемпіонаті.
26 листопада 2012 року підписав трирічний контракт з чемпіоном країни БАТЕ. Відіграв за команду з Борисова наступні три сезони своєї ігрової кар'єри.
Згодом з 2016 по 2017 рік грав у складі команд клубів «Панетолікос» та «Шахтар» (Солігорськ).
До складу клубу «Торпедо-БелАЗ» приєднався 2017 року.

## Виступи за збірні
2009 року виступав у складі юнацької збірної Білорусі, взяв участь у 3 іграх на юнацькому рівні.
Протягом 2010-2012 років залучався до складу молодіжної збірної Білорусі. На молодіжному рівні зіграв у 10 офіційних матчах.
2012 року захищав кольори олімпійської збірної Білорусі. У складі цієї команди провів 7 матчів. У складі збірної — учасник футбольного турніру на Олімпійських іграх 2012 року у Лондоні.
У складі збірної Білорусі дебютував 14 листопада 2012 року в товариському матчі зі збірною Ізраїлю в Єрусалимі (2:1).

## Титули і досягнення
- Чемпіон Білорусі (3):

БАТЕ: 2013, 2014, 2015
- Володар Кубка Білорусі з футболу (2):

Гомель: 2010-11, 2021-22
- Володар Суперкубка Білорусі (4):

Гомель: 2012
БАТЕ: 2013, 2014, 2015